# NGC 2376
NGC 2376 è una galassia a spirale situata nella costellazione dei Gemelli, a una distanza di circa 268 milioni di anni luce dalla nostra Via Lattea.

## Scoperta
La galassia è stata scoperta il 10 novembre 1864 dall'astronomo tedesco Albert Marth.